# Wereldkampioenschappen openwaterzwemmen 2025 – 10 kilometer mannen
De 10 kilometer openwaterzwemmen voor mannen tijdens de wereldkampioenschappen openwaterzwemmen 2025 vond plaats op 16 juli 2025 bij Palawan Beach, Sentosa, Singapore.

## Uitslag
| Rang   | Naam                        | Land                   | Tijd      |
| ------ | --------------------------- | ---------------------- | --------- |
| Goud   | Florian Wellbrock           | Duitsland              | 1:59:55,5 |
| Zilver | Gregorio Paltrinieri        | Italië                 | 1:59:59,2 |
| Brons  | Kyle Lee                    | Australië              | 2:00.10,3 |
| 4      | Oliver Klemet               | Duitsland              | 2:00.10,4 |
| 5      | Luca Karl                   | Oostenrijk             | 2:00.30,4 |
| 6      | Denis Adeev                 | Neutrale deelnemers    | 2:00.35,8 |
| 7      | Andrea Filadelli            | Italië                 | 2:00.43,7 |
| 8      | Nicholas Sloman             | Australië              | 2:01.01,9 |
| 9      | Dávid Betlehem              | Hongarije              | 2:01.13,8 |
| 10     | Christian Schreiber         | Zwitserland            | 2:01.39,5 |
| 11     | Kaito Tsujimori             | Japan                  | 2:01.47,9 |
| 12     | Joey Tepper                 | Verenigde Staten       | 2:01.53,8 |
| 13     | Kristóf Rasovszky           | Hongarije              | 2:03.05,5 |
| 14     | Athanasios Kynigakis        | Griekenland            | 2:03.05,6 |
| 15     | Esteban Enderica            | Ecuador                | 2:03.06,1 |
| 16     | Cho Cheng-chi               | Chinees Taipei         | 2:03.08,9 |
| 17     | Diogo Cardoso               | Portugal               | 2:03.17,9 |
| 18     | Martin Straka               | Tsjechië               | 2:03.29,0 |
| 19     | Paul Niederberger           | Zwitserland            | 2:03.29,5 |
| 20     | Luiz Loureiro               | Brazilië               | 2:03.34,2 |
| 21     | Eric Brown                  | Canada                 | 2:04.04,6 |
| 22     | Dylan Gravley               | Verenigde Staten       | 2:04.04,6 |
| 23     | David Farinango             | Ecuador                | 2:04.18,1 |
| 24     | Ruan Breytenbach            | Zuid-Afrika            | 2:05.07,6 |
| 25     | Hector Pardoe               | Verenigd Koninkrijk    | 2:05.38,0 |
| 26     | Jules Wallart               | Frankrijk              | 2:05.46,9 |
| 27     | Piotr Woźniak               | Polen                  | 2:07.18,8 |
| 28     | Matheus Melecchi            | Brazilië               | 2:07.28,2 |
| 29     | Yonatan Ahdut               | Israël                 | 2:07.28,2 |
| 30     | Lev Cherepanov              | Kazachstan             | 2:07.47,5 |
| 31     | Logan Vanhuys               | België                 | 2:07.52,7 |
| 32     | Joaquín Moreno              | Argentinië             | 2:08.27,5 |
| 33     | Su Bo-ling                  | Chinees Taipei         | 2:08.39,5 |
| 34     | Riku Takaki                 | Japan                  | 2:09.18,8 |
| 35     | Vladislav Utrobin           | Neutrale deelnemers    | 2:09.18,8 |
| 36     | Connor Buck                 | Zuid-Afrika            | 2:09.37,1 |
| 37     | Lan Tianchen                | China                  | 2:10.11,3 |
| 38     | Zhang Jinhou                | China                  | 2:11.06,9 |
| 39     | Diego Dulieu                | Honduras               | 2:11.07,1 |
| 40     | Bartosz Kapała              | Polen                  | 2:11.32,1 |
| 41     | Oh Se-beom                  | Zuid-Korea             | 2:11.33,9 |
| 42     | Tiago Campos                | Portugal               | 2:11.38,5 |
| 43     | Artyom Lukasevits           | Singapore              | 2:11.41,4 |
| 44     | José Barrios                | Guatemala              | 2:11.41,4 |
| 45     | Ratthawit Thammananthachote | Thailand               | 2:11.51,8 |
| 46     | Diego Obele                 | Mexico                 | 2:11.52,6 |
| 47     | Nico Esslinger              | Namibië                | 2:11.53,4 |
| 48     | Keith Sin                   | Hongkong               | 2:12.31,8 |
| 49     | Jeison Rojas                | Costa Rica             | 2:12.31,8 |
| 50     | Esteban Faure               | Monaco                 | 2:16.05,3 |
| 51     | Jakub Gabriel               | Slowakije              | 2:17.20,4 |
| 52     | Alan González               | Mexico                 | 2:17.34,0 |
| 53     | Tomáš Pavelka               | Slowakije              | 2:17.48,7 |
| 54     | Jamarr Bruno                | Puerto Rico            | 2:19.19,8 |
| 55     | Aflah Fadlan Prawira        | Indonesië              | 2:19.35,0 |
| 56     | Anurag Singh                | India                  | 2:20.53,1 |
| 57     | Adrián Ywanaga              | Peru                   | 2:21.45,1 |
| 58     | Juan Núñez                  | Dominicaanse Republiek | 2:21.58,4 |
| 59     | Army Pal                    | India                  | 2:23.32,9 |
| 60     | Nithikorn Jeampiriyakul     | Thailand               | 2:26.06,8 |
| 61     | Chan Tsun Hin               | Hongkong               | 2:26.43,6 |
| 62     | Gafar Hassan                | Soedan                 | 2:28:03,9 |
| 63     | Joaquín Estigarribia        | PAR                    | OTL       |
| 63     | Adam Ahmed                  | Soedan                 | OTL       |
| 63     | Santiago Castedo            | Bolivia                | OTL       |
| 63     | Dilanka Shehan              | Sri Lanka              | OTL       |
| 63     | Tharusha Perera             | Sri Lanka              | OTL       |
| 63     | Marc-Antoine Olivier        | Frankrijk              | DNF       |
| 63     | Matan Roditi                | Israël                 | DNF       |
| 63     | Park Jae-hun                | Zuid-Korea             | DNF       |
| 63     | Ritchie Oh                  | Singapore              | DNF       |
| 63     | Alejandro Plaza             | Bolivia                | DNF       |
| 63     | Ronaldo Zambrano            | Venezuela              | DNF       |
| 63     | Diego Vera                  | Venezuela              | DNF       |
| 63     | Alexander Adrian            | Indonesië              | DNF       |
| 63     | Théo Druenne                | Monaco                 | DNF       |
| 63     | Samir Bachelani             | Kenia                  | DNF       |
| 63     | Oscar García                | Guatemala              | DNF       |
| 63     | Rami Rahmouni               | Tunesië                | DNS       |
| 63     | Juan Morales                | Colombia               | DNS       |
| 63     | Swaleh Talib                | Kenia                  | DNS       |